# Montplà
|  | Per a altres significats, vegeu «Serra de Montplà». |

El Montplà és una muntanya de 310,8 metres al Massís del Montgrí, dins el municipi de Torroella de Montgrí, a la comarca catalana del Baix Empordà. Naturalment és la muntanya més alta del massís del Montgrí, però el castell del Montgrí la supera en alçada. L'accés al cim és a través dels senders situats a l'est i l'oest (Coll d'en Garrigàs). A l'est d'aquesta muntanya hi ha les dunes continentals de Torroella. A l'oest sobrepassat el coll, es troba el Montgrí. De pendents abruptes al vessant sud forma diversos nivells de terrasses solcades per pedrigolets de blocs. El cim és un altiplà. El seu vessant nord és igualment abrupte. Tanmateix davalla cap al nord-est el GR 92 fins a un coll que permet accedir a la Vall de Santa Caterina.